# Allopachria flavomaculata
Allopachria flavomaculata là một loài bọ cánh cứng trong họ Bọ nước. Loài này được Kamiya miêu tả khoa học năm 1838.